# 保健室 〜マジカルピュアレッスン♪〜
『保健室 〜マジカルピュアレッスン♪〜』（ほけんしつ マジカルピュアレッスン）は、2006年5月26日にBunBunから発売された、18禁恋愛アドベンチャーゲームである。
2006年11月30日には、PlayStation 2への移植版『保健室へようこそ』がプリンセスソフトから発売された。

## あらすじ
春山での遭難から奇跡の生還を遂げた主人公、湖太郎は1か月遅れで新学年を迎え、気持ちも新たに登校するが、憐れみの視線に包まれる。湖太郎がいない間、保健室には「保健室の女神様」を名乗る先生がやってきて、妙な薬を調合しては生徒の身体をとんでもないことにし、怪我人も続出しているという。しかもその状況下で、湖太郎は欠席裁判によって保健委員長に選出されていた。みなが避ける「保健室の女神様」との交流が始まり、女神様の魔法が、湖太郎の望みが、動き出す。

## 登場人物

### 主人公
田中 湖太郎（たなか こたろう）
風宮学園2年生。春山で遭難したものの奇跡の生還を遂げた。ここぞと言うときに思い通りに決められないものの、心の優しい男の子。もし生きて帰れたら恋をしてみたいと遭難時に望んだことから、物語は始まる。
コタ
ロウと区別するための、湖太郎本来の人格に対する呼び名。もともと湖太郎の愛称でもある。
ロウ
鞠奈の薬によって生まれてしまった、湖太郎の中のもう一つの人格。コタとは身体を共有しているが、感情は共有していない。ロウに身体を任せれば運動能力は高く、頭脳面では洞察力に長けておりとっさの判断にも優れるが、乱暴かつエロ優先な性格から生まれた当初は誤解され恐れられる。早くから鞠奈や未来、桜の正体を見抜いている節がある。またことあるごとに、未来のことを庇う行動に出る。

### ヒロイン
春日 鞠奈（かすが まりな）
声 - 松田理沙
風宮学園の保健医（養護教諭）で自称「保健室の女神様」。ふんわりした印象の女性。保健室に来た客人には「いらっしゃい！ 保健室へようこそ」、とぼけるときには「だって、女神様だもん」、エッチなことをしましょうと誘うときは「しましま」と言うのが口癖。海外の魔法大学を優秀な成績で卒業し、現在の任に就く。魔法や自身の調合した薬で様々な悩み事を解決してあげようとするが、ことごとく失敗し怪我人も出してしまい、学園内では避けられる存在となった。結果としては失敗ばかりだが、心根はとても優しく、他人を幸せにすることが本当に好き。主人公の湖太郎に対しても幸せにしたい一心で、彼の望みである恋を叶えようとエッチなレッスンを毎日繰り広げる。桜餅が大好物で10時と3時のおやつなどによく食べており、保健室に来た生徒にもお茶とともによく振る舞う。3月3日生まれのO型。
雫石 未来（しずくいし みらい）
声 - 成瀬未亜
風宮学園1年生。湖太郎をこっそり影から見ていたところ、保健室の前で鞠奈に見つかり連れ込まれ「保健室友の会」のメンバーとなる。実は湖太郎を救った雪女で、恋した湖太郎を追いかけて学園にやってくる。か細い見た目通りの身体が弱く、今まで秋田の山奥の実家から出たことがなかった。四姉妹の末っ子で、三人の姉には溺愛されている。現在は親戚の月館家に下宿している。アップルパイとアイスクリームが好物。人とすぐ仲良くなれるタイプではないが、小桃とは大の仲良しになる。7月10日生まれのAB型。
久遠 あけお（くおん あけお）
声 - 一色ヒカル
風宮学園2年生。「ブラッディ久遠」と呼ばれる、レディース「紅蓮禍」の総長。戦闘能力が高く、複数人相手に勝利したという噂も多い。湖太郎に惚れたことから保健室に通い始め、「保健室友の会」のメンバーとなる。その立場とまっすぐな性格故に学園生からは誤解されているが、本当は気が優しく、エッチなことや恋愛に奥手な少女である。「はわ〜」の口癖に腹が立つと言いながらも、小桃とはよくじゃれ合っているいいコンビ。8月5日生まれのO型。
龍ヶ崎 小桃（りゅうがさき こもも）
声 - 北都南
風宮学園1年生。鞠奈のダイエットのための薬が災いして、うさ耳、うさしっぽが生えてしまう。「はわ～」が口癖のドジっ娘。父親は弁護士、母親はインテリアデザイナーで成功しており、相当のお屋敷に住む龍ヶ崎家のお嬢様。四姉妹の末っ子。3人の姉は美人揃い、自分だけが平凡な外見どころか家族で唯一平均体重を超え、ウエストが60cm以上あることを気にしている。また四姉妹で唯一、聖ジョアンナ女学園に失敗しており、学力面でも劣っている。それらコンプレックスからダイエットに情熱を傾けているが、鞠奈の桜餅を前にしては「ダイエット、また明日にしちゃおうかな」と決心は揺らぐ。12月3日生まれのA型。
桐原 咲世里（きりはら さより）
声 - 韮井叶
風宮学園3年生、学園のアイドル。生徒会副会長を務めている。落ち着いた清楚な外見、また日常は見た目通りの性格を演じていることから、男女いずれからも人気がある。小桃も憧れの先輩と言っている。もちろん優等生で、成績は学年トップ。興奮すると羊に変身してしまうと言う特異体質を生まれつき持っており、興奮を抑えるための努力が結果として学園のアイドルにならしめた。魔法が使えるという噂の鞠奈に特異体質のことを相談しようと現れ、以後「保健室友の会」のメンバーになる。なお、咲世里生んだ母は伝奇推理作家で豪快な女性、妊娠中の取材と称した蛮行が咲世里の特異体質に繋がっていると考えている。父は公務員で性格も普通。9月12日生まれのB型。

### サブキャラクター
田中 樹也（たなか みきや）
湖太郎の弟、幼稚園生（幼稚園児）。湖太郎は「ミキ」と呼んでいる。
湖太郎と樹也の母
湖太郎と樹也の父
佐伯 天馬（てんま）
湖太郎の友達。夏芽に対する態度がハッキリしないことで、夏芽を泣かせたりもする。
遠山 夏芽（なつめ）
声 - 佐本二厘
幼稚園児の頃から天馬のことを一途に思う幼馴染み。湖太郎にとっても大切な友達。
PS2版では、ふがいない天馬に代わって湖太郎みずから彼女と恋仲になる展開もある。
雫石 叶子（しずくいし かなこ）
未来の姉、長女。
雫石 遙（しずくいし はるか）
未来の姉、次女。
雫石 夢乃（しずくいし ゆめの）
未来の姉、三女。
龍ヶ崎 椿（りゅうがさき つばき）
小桃の姉、長女。ウエスト53 cm。聖ジョアンナ女学園、大学院生。ロングのストレートヘアで、ちょっと意地悪な目が特徴。
龍ヶ崎 藤音（りゅうがさき ふじね）
小桃の姉、次女。ウエスト54 cm。聖ジョアンナ女学園、大学生。ショートカットで、おっとりした表情が特徴。
龍ヶ崎 桔梗（りゅうがさき ききょう）
小桃の姉、三女。ウエスト52 cm。聖ジョアンナ女学園、大学生。巻き毛のお下げで、強気な目が特徴。
樫村（かしむら）
昔、鞠奈の実家で働いていた庭師。今は白髪のおじいさん。
樫村 絵里子（かしむら えりこ）
樫村の末の娘。
桐原 遊太（きりはら ゆうた）
咲世里の弟、風宮学園とは別の学園の1年生。特異体質はなく、普通の男の子。
月館 依子（つきだて よりこ）
未来の下宿先の母。未来とは遠縁の親戚、雪女の一族。人間であった夫は亡くなっている。
月館 蒼（つきだて あおい）
未来の下宿先の息子。まだ幼い。「みずちゃん」と呼ぶ水葉と顔がそっくり。
月館 水葉（つきだて みずは）
未来の下宿先の娘。まだ幼い。「あおちゃん」と呼ぶ蒼と顔がそっくり。
久遠 真昼（くおん まひる）
あけおの義母。大学3年生。「ふみ～」が口癖。
桜（さくら）
小学生のような華奢な身体ながら、妙な威厳を漂わせる少女。右が青、左が緑の瞳。
名前は鞠奈がつけたもの。当初「桜餅」（さくらもち）と名付けたが本人が気に入らなかったため、つけなおした。

## スタッフ
- 企画・シナリオ - 村中志帆
- 原画 - ヒナユキウサ
- CG - 飛竜明日香、荒牧成将, KTO、ロミナ毅流、野良犬、あやこ、古川れもん、R-STYLE、華織、ゆづるぎ
- 背景CG - 株式会社アストロビジョン
- プログラム - Mi_Neo
- スクリプト - TK、398、田中健太郎
- ムービー - 紅晶
- 音楽 - 太田雄一 (team RETRONICA)
- 主題歌制作 - 株式会社5bp.
- 音楽プロデューサー - 志倉千代丸
- 音楽ディレクター - 富士丸翔
- 音楽アシスタントディレクター - 高井麗
- 音声収録 - 太田雄一 (team RETRONICA)、佐野雅弘（エスィーズワークス）
- 音声協力 - 有限会社トリトリオフィス、有限会社賢プロダクション、有限会社プロ・フィット
- テストプレイ - 株式会社デジタルハーツ、BunBun all Staff
- Special Thanks - 株式会社ラッセル
- ディレクター - 井出勘次郎
- プロデューサー - BunBun
- 著作・制作 - BunBun

## 主題歌
オープニングテーマ「恋をしましませ。」
作詞・作曲 - 志倉千代丸 / 編曲 - 磯江俊道 / 歌 - しましま隊。
PS2版新オープニングテーマ「恋のメディシン」
作詞・作曲 - 高井ウララ / 編曲 - 吉原かつみ / 歌 - KAORI.
エンディングテーマ「プレゼント」
作詞・作曲 - 高井ウララ / 編曲 - 陳たま / 歌 - 村田あゆみ
挿入歌「moment」
作詞 - 岩村琴美 / 作曲・編曲 - 太田雄一 / 歌 - ユカ

### ユニットメンバー
1. ↑  春日鞠奈（松田理沙）、雫石未来（成瀬未亜）、久遠あけお（一色ヒカル）、龍ヶ崎小桃（北都南）、桐原咲世里（韮井叶）